# Coadout

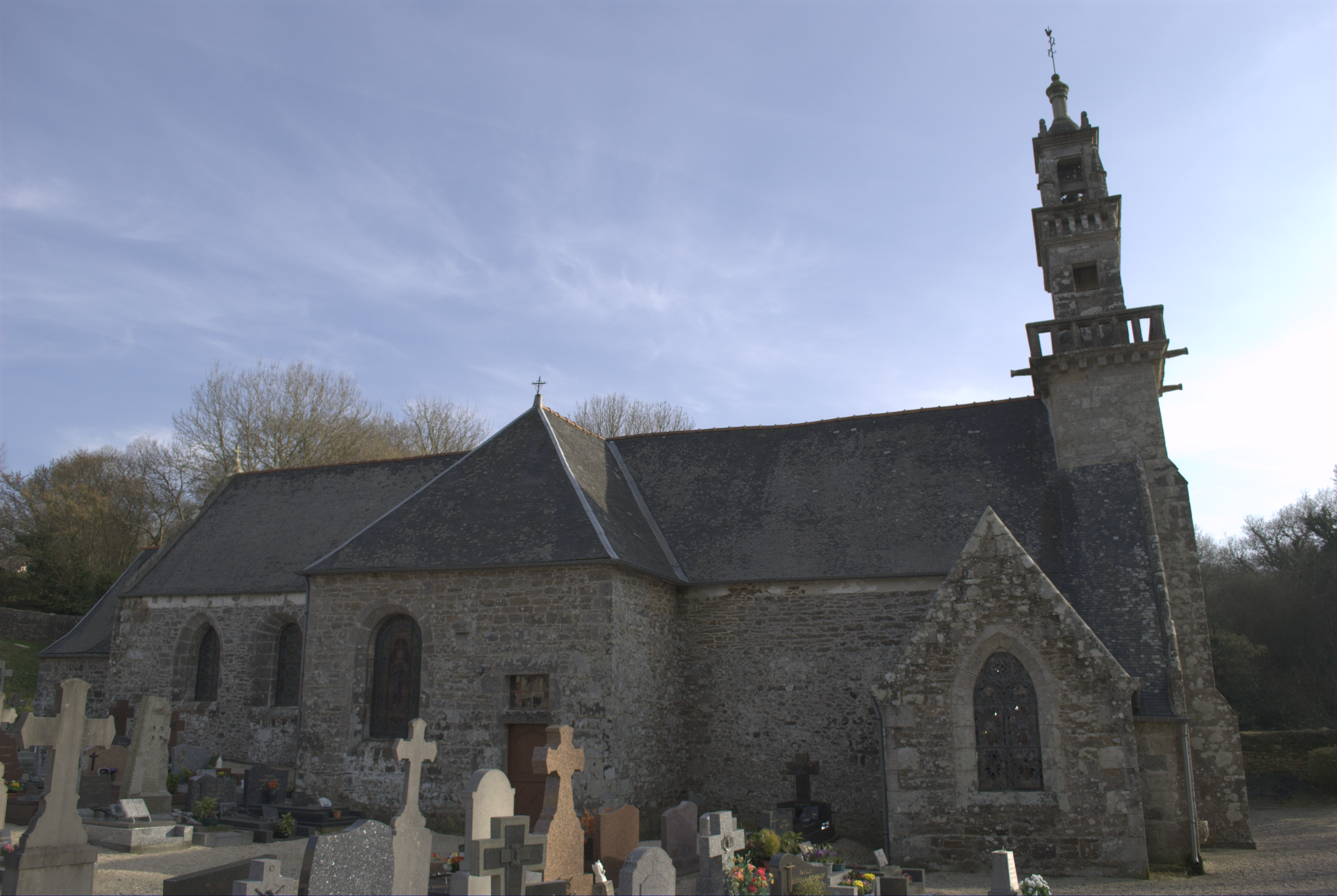
Kerk

Coadout is een gemeente in het Franse departement Côtes-d'Armor (regio Bretagne) en telt 497 inwoners (1999). De plaats maakt deel uit van het arrondissement Guingamp.

## Geografie
De oppervlakte van Coadout bedraagt 9,7 km², de bevolkingsdichtheid is 51,2 inwoners per km².
De onderstaande kaart toont de ligging van Coadout met de belangrijkste infrastructuur en aangrenzende gemeenten.

## Demografie
Onderstaande figuur toont het verloop van het inwonertal (bron: INSEE-tellingen).

1. ↑  Populations de référence 2022.